# Mojo (cultura afroestadounidense)
En la práctica espiritual afroestadounidense conocida como hoodoo, un mojo (pronunciado en inglés como  /ˈmoʊdʒoʊ/ y en español como «moyo»)  es un amuleto que consiste en una bolsa de franela que contiene uno o más objetos mágicos. Es una «oración en una bolsa», o un hechizo que se puede llevar consigo o en el cuerpo del portador. Otros nombres alternativos en Estados Unidos para la bolsa mojo incluyen bolsa grisgrís, mano, mano mojo, toby, saco de nación, mano de conjuro, mano de suerte, bolsa de conjuro, bolsa yuyu, bolsa de truco, bolsa tricken, bolsa de raíz, paquete, y jomo.
La palabra mojo también se refiere al conjuro, hoodoo y amuletos. Los contenedores de mojo son bolsas, calabazas, botellas, conchas y otros recipientes. La creación de bolsas mojo es un sistema de magia oculta afroestadounidense. La elaboración de estas bolsas es un sistema esotérico que a veces implica albergar espíritus dentro de las bolsas para protección, curación o daño, y para consultar con espíritus. En otras ocasiones, las bolsas mojo se crean para manifestar resultados en la vida de una persona, como buena suerte, dinero o amor.

## Etimología
Se cree que la palabra estadounidense mojo deriva de la palabra kikongo mooyo, que significa «a los espíritus que habitaban dentro de los amuletos mágicos». Se refiere a la cavidad de un nkisi, donde normalmente se almacenan los objetos mágicos. Palabras alternativas para mojo, como grisgrís (usado principalmente en Luisiana) y wanga (usado principalmente en el Caribe), tienen raíces en el idioma mandé y el idioma kikongo, respectivamente. La palabra «conjuro» es una alternativa antigua a «hoodoo», que es una variación directa del folclore afroestadounidense. Por esto, una mano de conjuro también se considera una bolsa hoodoo, generalmente hecha por un doctor de conjuro respetado en la comunidad.

### Cambio semántico de la palabra
A partir del siglo XX, la palabra mojo experimentó un cambio semántico en la cultura estadounidense en películas y canciones, y pasó a referirse a la sexualidad y la virilidad. Los músicos utilizan la palabra «mojo» fuera de su significado dentro de la cultura afroestadounidense y fuera de su contexto cultural. Mojo también ha pasado a significar motivación en general. En la comunidad gullah, la palabra mojo se refiere a la magia y a una bolsa de conjuro.

## Historia e ideología

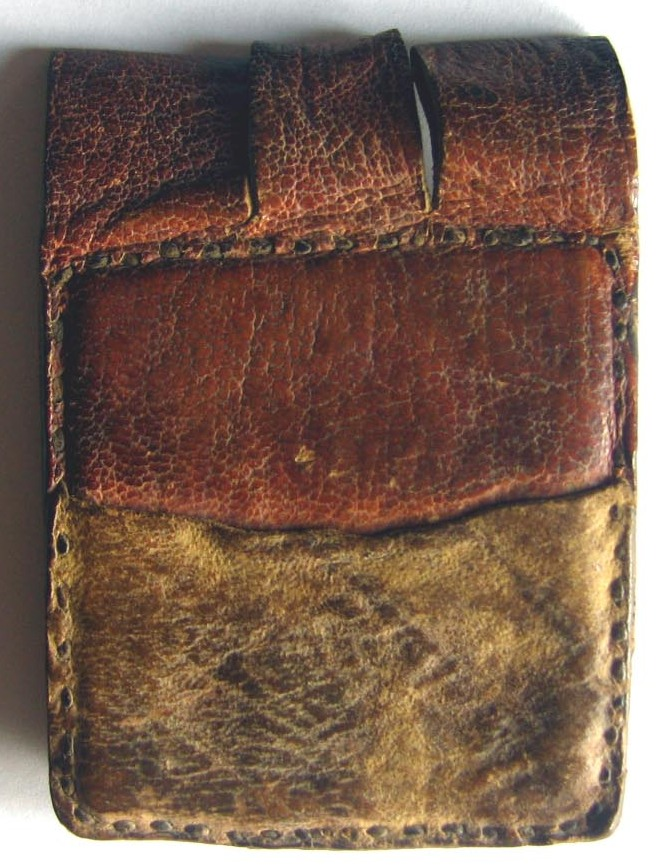
Un tuareg grisgrís de África Occidental.

Los pueblos de África Central y Occidental practicaban el arte espiritual de crear bolsas de conjuro para protección, curación y para comunicarse con espíritus. El grisgrís se originó en Dagomba en Ghana y estaba asociado con las tradiciones islamicas. Originalmente, el grisgrís estaba adornado con escrituras islámicas y se usaba para alejar espíritus malignos (djinn malvados) o la mala suerte. Los historiadores de la época notaron que eran usados frecuentemente tanto por creyentes como por no creyentes, y también se encontraban adheridos a edificios. La práctica de usar grisgrís, aunque se originó en África Occidental, llegó a Estados Unidos con africanos esclavizados y fue rápidamente adoptada por practicantes de vudú y hoodoo en los Estados Unidos, y vudú en Haití.

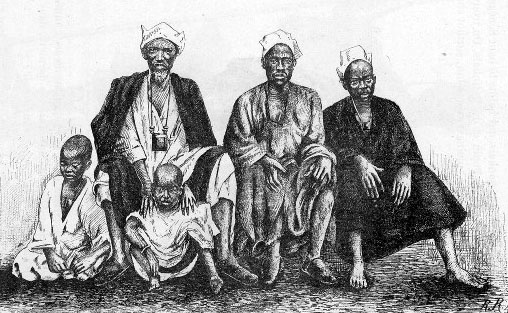
Bambara, musulmanes de África Occidental de Senegal, llevaron su conocimiento de bolsas de conjuro a Luisiana.

Durante el comercio transatlántico de esclavos, algunos africanos esclavizados pudieron ocultar sus bolsas de conjuro cuando abordaron barcos de esclavos rumbo a las Américas. Por ejemplo, Gullah Jack fue un africano de Angola que llevaba una bolsa de conjuro (bolsa mojo) en un barco de esclavos que partía de Zanzíbar hacia los Estados Unidos. Gullah Jack era conocido por llevar siempre una bolsa de conjuro para su protección espiritual. Los mandinga (mandinka) fueron el primer grupo étnico musulmán importado desde Sierra Leona en África Occidental a las Américas. Los mandinga eran conocidos por sus bolsas de conjuro llamadas grisgrís (más tarde llamadas bolsas mojo en los Estados Unidos). Algunos mandinga pudieron llevar sus bolsas grisgrís con ellos cuando abordaron barcos de esclavos rumbo a las Américas, trayendo la práctica a los Estados Unidos. Los musulmanes esclavizados eran buscados para servicios de conjuro, solicitándoles que hicieran bolsas grisgrís (bolsas mojo) para protegerse contra sus esclavizadores y otros peligros.
Durante la esclavitud, la forma de identificar a un conjurador era por su vestimenta, su comportamiento y los amuletos o bolsas de conjuro que llevaban. Algunos practicantes ocultaban sus amuletos, mientras que otros, que se dedicaban al negocio del conjuro, a veces llevaban sus amuletos y bolsas de conjuro en el exterior de su ropa. Algunas bolsas mojo se colocan en lugares ocultos para afectar al objetivo previsto.
En África Centro-Occidental, los bakongo y los yoruba creaban bolsas de medicina usando cuero o tela y colocaban plumas, partes de animales, raíces, hierbas y otros ingredientes para protección. Cuando los yoruba y bakongo fueron esclavizados en los Estados Unidos, la práctica de usar plumas, partes de animales, huesos de animales y humanos, y otros ingredientes para crear bolsas mojo continuó en las comunidades afroestadounidenses en la tradición del hoodoo. En África Occidental, las personas usan nkisi, wanga y otras bolsas de amuletos para protegerse y revertir el mal y curar enfermedades. En África Occidental estas bolsas de conjuro se llaman yuyu. La palabra yuyu (en inglés juju) se usa en la diáspora africana para describir todas las formas de amuletos hechos en el hoodoo, las religiones de la diáspora africana y las religiones tradicionales africanas. Estas ideas africanas sobre bolsas de amuletos influyeron en la creación de bolsas mojo y la práctica filosófica espiritual en las comunidades afroestadounidenses. Las bolsas mojo pueden colgarse de árboles, atarse a una cuerda, llevarse debajo de la ropa para causar un efecto en el objetivo. También hay una influencia de África Central en la bolsa mojo en el hoodoo afroestadounidense.  

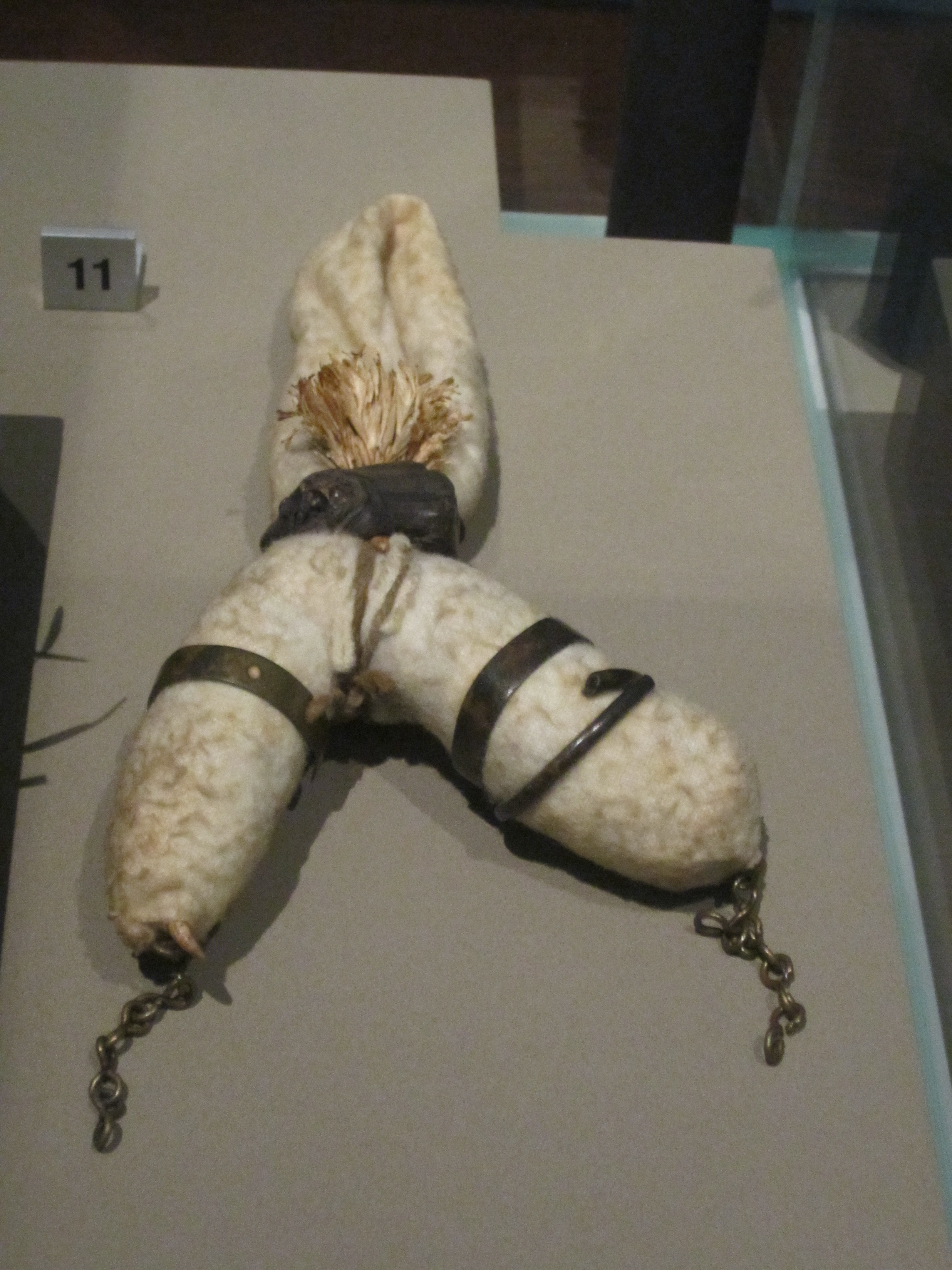
Minkisi (Kongo - África Central), Museo del Mundo Liverpool - Se encontraron paquetes de tela minkisi en plantaciones de esclavos en los Estados Unidos en el Sur profundo. Los paquetes minkisi influyeron en la creación de bolsas mojo en el hoodoo.

Por ejemplo, los minkisi y nkisi son contenedores de espíritus hechos a mano por un doctor de raíces. Estos espíritus se contienen en una bolsa, calabaza, conchas y otros recipientes. El Nkisi Nkubulu de los bakongo se parece a las bolsas mojo en el hoodoo. La filosofía espiritual de la bolsa mojo también tiene influencia bakongo. Por ejemplo, en la creencia bakongo, los espíritus sim'bi pueden habitar bolsas de conjuro (bolsas mojo) para curar o proteger a un individuo o una comunidad. El Nganga crea la bolsa para el individuo usando ingredientes específicos para un simbi determinado para invocarlo en la bolsa de conjuro. La filosofía espiritual bakongo influyó en la creación de bolsas mojo, ya que los afroestadounidenses incluyen ciertos ingredientes naturales y animales como huesos de animales, dientes de animales, garras, huesos humanos o tierra de cementerio para albergar un espíritu simbi o un espíritu ancestral dentro de una bolsa para protección o curación. Sin embargo, la práctica se volvió afroestadounidense cuando los negros en América usaron materiales estadounidenses y los reinterpretaron aplicando una interpretación cristiana o islamica con conceptos de cosmograma bakongo. La cruz cristiana se parece al cosmograma bakongo y fue interpretada por los negros en el sur de los Estados Unidos y en África Central como un nkisi que aprovechaba el espíritu de Jesús en la cruz que puede ser invocado en rituales para curación o protección y para la eliminación de hechicería.
Las bolsas mojo se usan para fijar espíritus en ciertos lugares para evitar que los espíritus de los muertos regresen y atormenten a los vivos, colocando los últimos objetos que tocaron encima de sus tumbas. Los últimos objetos tocados por los muertos también se colocan dentro de bolsas mojo para llevar el espíritu del fallecido con los vivos para protección. Un mojo puede ser un amuleto de árbol de botellas, jarras espirituales o jarras conmemorativas para capturar espíritus dentro de contenedores para albergar su espíritu y luego trabajar con el espíritu en rituales.
Arqueólogos en Nueva York descubrieron prácticas de entierro de África Centro-Occidental continuadas en una sección de Bajo Manhattan (Ciudad de Nueva York), que ahora es el sitio del Monumento Nacional del Cementerio Africano. Los historiadores y arqueólogos encontraron artefactos relacionados con Kongo, como paquetes de conjuro minkisi y nkisi enterrados con restos africanos. Estos paquetes nkisi y minkisi se convirtieron en las bolsas de conjuro en el hoodoo.
En la plantación Hermitage en Nashville (Tennessee) los arqueólogos descubrieron que continuaban las tradiciones del África Occidental de utilizar cuentas de vidrio hexagonales para la fertilidad y otros fines espirituales. Otros amuletos encontrados fueron manos mojo, raíces de suerte, huesos de pene de mapache, cerámicas y cuentas azules. Estos artículos encontrados en una cabaña de esclavos mostraron que los afroestadounidenses esclavizados usaban raíces locales y creaban manos mojo para protección y curación. Los afroestadounidenses esclavizados en la plantación Hermitage usaban artefactos prehistóricos como amuletos para obtener poder espiritual de artefactos antiguos. Además, los arqueólogos encontraron cosmogramas kongo grabados en mármoles de caliza para poder espiritual. Los amuletos se usaban para protegerse del conjuro y revertir hechizos y maldiciones de vuelta al conjurador. El conocimiento de las bolsas de amuletos se compartía y transmitía oralmente entre las personas en la comunidad esclava.
La palabra mano en este contexto se define como una combinación de ingredientes. El término puede derivar del uso de huesos de dedos y manos de los muertos en bolsas mojo, o de ingredientes como la raíz de mano de suerte (favorecida por los jugadores). Esto último sugiere una analogía entre los diversos ingredientes de la bolsa y las varias cartas que componen una mano en los juegos de cartas. El mojo se remonta a la cultura de África Occidental, donde se dice que ahuyenta a los espíritus malignos, mantiene la buena suerte en el hogar, manipula una fortuna y atrae y persuade a los amantes. La ideología de los antepasados y los descendientes de la mano mojo usaba esta «oración en una bolsa» basada en su creencia en la herencia espiritual, por la cual los antepasados omniscientes de sus familias proporcionarían protección y favor, especialmente cuando usaban el mojo. A través de esto, se depositaba una fuerte creencia en el idealismo de quien usaba el mojo, creando una confianza espiritual en la magia misma.

## Creación de un mojo

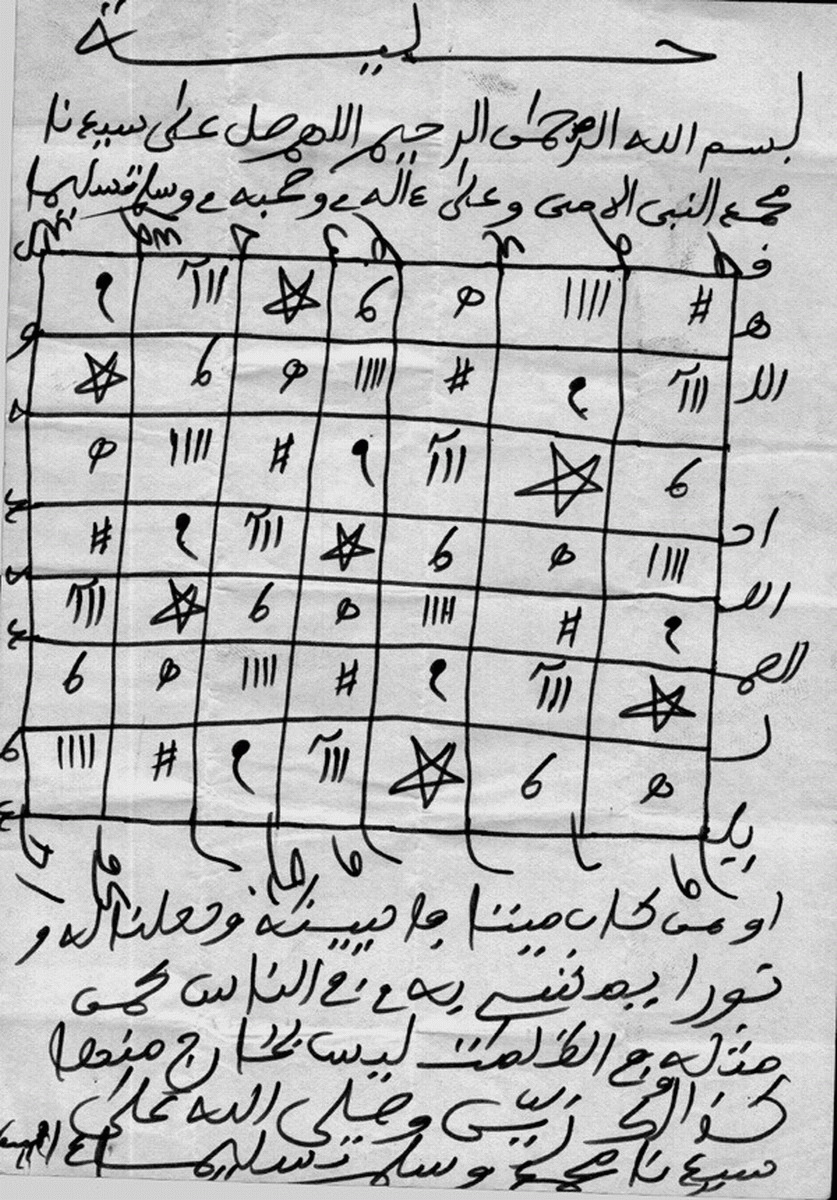
Un papel de petición con un verso del Corán se coloca dentro de una bolsa grisgrís (bolsa mojo) hecha por musulmanes de África Occidental esclavizados en las Américas.

La mayoría de las bolsas de conjuro de estilo sureño están hechas de franela roja. El uso de bolsas de franela roja para bolsas mojo fue influenciado por los minkisi de los pueblos bakongo en África Central, y en el hoodoo el rojo simboliza la protección contra el mal y el poder espiritual. Investigaciones del Museo Nacional de Historia y Cultura Afroestadounidense explicaron que el color rojo simboliza el sacrificio, la transición y el poder entre la República Democrática del Congo, la República del Congo y Gabón y entre los yoruba en Nigeria. En otras ocasiones, cuando no se disponía de tela roja, los afroestadounidenses usaban cualquier tela que tuvieran para crear una bolsa de conjuro. El contenido de cada bolsa varía directamente con el objetivo del conjurador. Por ejemplo, una bolsa mojo llevada para atraer amor contendrá ingredientes diferentes a una para suerte en el juego o protección mágica. Los ingredientes pueden incluir tierra de cementerio, raíces, hierbas, partes de animales, minerales, monedas, cristales, tokens de buena suerte y amuletos tallados. Los objetos más personalizados se usan para añadir poder extra debido a su valor simbólico.
Para albergar espíritus de los muertos dentro de bolsas mojo, frascos, paquetes y otros contenedores y amuletos, se usa tierra de cementerio del lugar de entierro de una persona fallecida. Los espíritus de los muertos pueden proteger a una persona de daños físicos y espirituales. El conjurador prepara la tierra de cementerio con ciertos encantamientos, oraciones, escrituras bíblicas o coránicas y otros ingredientes para instruir al espíritu a curar o proteger a una persona. Los historiadores han rastreado esta práctica hasta los pueblos bakongo de África Central, donde los bakongo (pueblos bantúes) utilizan tierra de cementerio para albergar espíritus de los muertos, espíritus animales o espíritus ancestrales dentro de bolsas de conjuro para curación o protección. Los afroestadounidenses durante la esclavitud y la libertad combinaron el conocimiento herbario nativo americano con la espiritualidad africana. Los africanos esclavizados y libres, al llegar a los Estados Unidos, usaron hierbas, raíces y partes de animales norteamericanos para crear bolsas de conjuro. Sin embargo, aplicaron una interpretación africana en la preparación de ingredientes herbales al crear nkisi y realizar rituales religiosos africanos en la preparación de medicinas espirituales.
Un antiguo esclavo de Texas dijo que para hacer una bolsa de conjuro, los afroestadounidenses «tomarían cabello, clavos de latón, dedales y agujas y los mezclarían en una bolsa de conjuro». Prince Johnson, un antiguo esclavo de Mississippi, dijo que su esclavizador inspeccionaba a sus esclavos para asegurarse de que no tuvieran amuletos debajo de su ropa. Un relato oral de Patsy Moses, una antigua esclava de Texas, mencionó el uso de tela de franela roja para hacer bolsas de conjuro usando huesos de rana para protegerse de un enemigo. Otras narrativas de esclavos de Texas mostraron que la tela de franela roja se usaba comúnmente para hacer bolsas mojo incorporando huesos de rana, pieles de serpiente y raíces para protegerse de sus enemigos y eliminar maldiciones. Algunas bolsas mojo se hacían para causar daño y mala suerte a los esclavizadores, y otras eran para protección dependiendo de los ingredientes usados por el trabajador de raíces. William Webb hizo bolsas mojo para personas esclavizadas en Kentucky para mantener la paz entre los esclavizados y sus esclavizadores. Webb instruyó a los esclavizados a recolectar raíces de su entorno local y colocarlas en bolsas de conjuro y orar sobre ellas para mantener activa la magia espiritual de las bolsas mojo.
Durante la esclavitud, hay registros de ministros y miembros de iglesias afroestadounidenses en iglesias negras en Virginia y Carolina del Sur que eran conocidos por los miembros de su congregación y en la comunidad esclava por conjurar espíritus, hablar con los espíritus de los muertos y llevar y hacer bolsas mojo. Después de la Guerra Civil Estadounidense, algunos ministros y miembros de iglesias afroestadounidenses continuaron dependiendo del hoodoo y haciendo bolsas mojo y no veían contradicción en su práctica con el cristianismo. Un ministro afroestadounidense de iglesia ministro dependía de un conjurador para hacerle una bolsa mojo para atraer más miembros a su iglesia. Durante cuatro años, el ministro dependió de la bolsa mojo para aumentar la membresía de su iglesia. Cada domingo, los bancos de la iglesia estaban llenos. Después de cuatro años, el ministro no se sentía cómodo dependiendo del espíritu de una bolsa mojo y no del Dios cristiano para hacer crecer su iglesia. El ministro arrojó la bolsa mojo; cuando lo hizo, la gente dejó de venir a su iglesia. Estos relatos escritos mostraron que los afroestadounidenses que se identificaban como cristianos continuaban creyendo y practicando la espiritualidad africana y algunos cristianos afroestadounidenses dependían del hoodoo cuando enfrentaban tiempos difíciles en la vida. Algunos afroestadounidenses ganaban dinero haciendo y vendiendo bolsas mojo como un negocio a tiempo completo. Dr. Jim Jordan fue un doctor de conjuro en Carolina del Norte y se convirtió en millonario al proporcionar servicios de conjuro a personas de todo Estados Unidos durante la era de las leyes Jim Crow. Poseía una tienda de conjuro hoodoo y proporcionaba curación medicinal y espiritual a sus clientes usando amuletos y remedios herbales.
Otra versión de una bolsa mojo es un paño de oración. Los paños de oración son telas blancas de iglesia imbuidas con poder espiritual por un pastor de una iglesia. Un pastor ora sobre la tela invocando el poder de Dios en la tela con oración y unción de aceite santo y funciona como una bolsa mojo. Los miembros de la iglesia llevan paños de oración en sus bolsos o los colocan debajo de sus camas para protección. Esta versión modificada de una bolsa mojo se encuentra principalmente en iglesias afroestadounidenses.

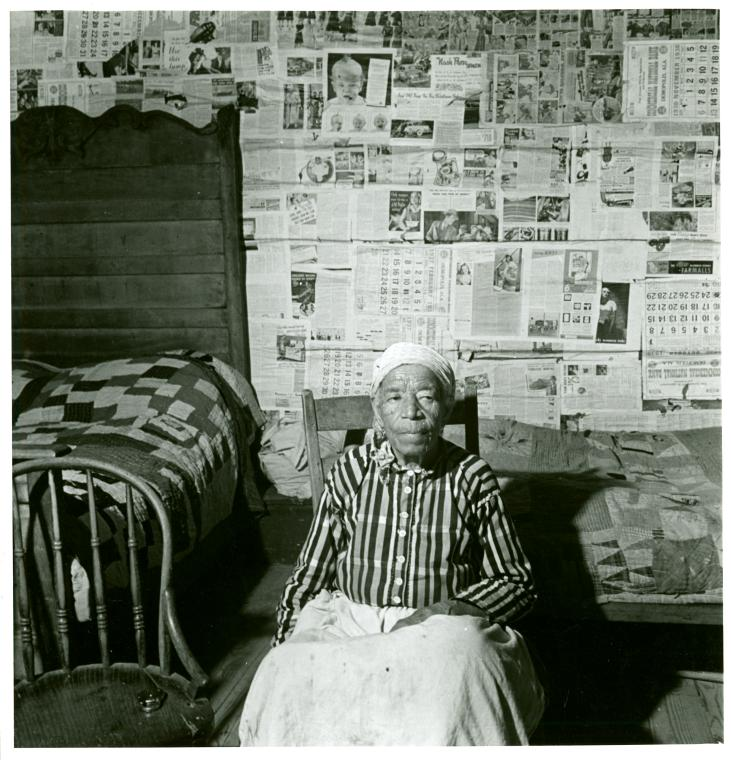
Mujeres afroestadounidenses cosían amuletos y manos mojo en sus colchas para protección espiritual. Se colocaba periódico en las paredes para alejar a los espíritus malignos.

La creación de bolsas mojo en el hoodoo es una práctica de África Occidental y Central llevada a los Estados Unidos por africanos esclavizados. En África, los papeles de petición con versos coránicos junto con hierbas, raíces y otros ingredientes se colocan dentro de una bolsa de cuero y se ocultan llevándolas debajo de la ropa. Algunos africanos esclavizados trajeron sus bolsas de conjuro (bolsas mojo) con ellos desde África cuando abordaron barcos de esclavos rumbo a América del Norte. Las quiltistas afroestadounidenses cosían manos mojo en colchas para protección. Esta práctica se origina entre los pueblos de África Occidental, ya que cosían símbolos adinkra y Nsibidi como amuletos protectores en sus telas. Las mujeres ejagham de Camerún y las mujeres yoruba en Nigeria hacen telas con símbolos sagrados en ellas. Durante el comercio transatlántico de esclavos, muchas personas de África Occidental fueron llevadas a los Estados Unidos y esclavizadas en plantaciones y continuaron practicando sus tradiciones cosiendo manos mojo en sus colchas.
En las plantaciones de esclavos en los Estados Unidos, los creadores de grisgrís (mojos) se convirtieron en los trabajadores de raíces, doctores de conjuro y doctores hoodoo en comunidades afroestadounidenses esclavizadas y libres. Los trabajadores de raíces negros esclavizados y libres creaban bolsas mojo y colocaban versos de la Biblia, papeles de petición, raíces, hierbas, partes de animales, tierra de cementerio y otros ingredientes para conjurar un efecto negativo o positivo. Usaban oraciones cristianas o islámicas para cargar espiritualmente la bolsa mojo. Durante la esclavitud, muchas de las bolsas mojo creadas eran para protección contra un esclavizador cruel. Los papeles de petición colocados dentro de una bolsa mojo pueden tener un verso de la Biblia, un verso coránico, símbolos y otros caracteres para conjurar un resultado mágico positivo o negativo. En los Estados Unidos, los afroestadounidenses esclavizados llamaban a las bolsas mojo «bolsas vudú». Después de la Guerra Civil, las bolsas mojo se creaban en comunidades afroamericanas para protección contra la brutalidad policial, para atraer amor, protección, dinero, empleo o para comunicarse con espíritus. El folclorista Newbell Niles Puckett documentó una práctica mojo de un cocinero afroestadounidense en el Delta del Misisipi. El cocinero afroestadounidense tenía una bolsa mojo con una «cola de lagarto, pata de conejo, ojo de pez, pieles de serpiente, un escarabajo y una moneda con un agujero en ella». Esta bolsa mojo era llevada por el cocinero para buena suerte.
Otros paquetes de conjuro en la tradición hoodoo se cuelgan al lado de la puerta o camas donde duermen las personas para protegerse del conjuro. Los conjuradores hacían una «bolsa goofer» con raíz goofer, tela, mechones de cabello, agujas y tierra de cementerio. Para añadir potencia a los paquetes de conjuro, se agregaba cabello de camello. Se cree que caminar sobre una bolsa mojo enterrada «goofearía» al individuo.
Tradicionalmente, un cliente consultaba con un trabajador de raíces para saber qué tipo de mojo necesitaba, ya que no todos los mojos son iguales, pues un mojo no puede funcionar para todos. Cada persona necesita un mojo diferente. En el hoodoo tradicional, si varias personas necesitaban amor, el trabajador de raíces o conjurador creaba mojos diferentes para cada uno de sus clientes. Un mojo creado de la misma manera no puede funcionar para todos. En el siglo xx, el hoodoo fue apropiado culturalmente por comerciantes blancos que se beneficiaron de la cultura espiritual negra. Las tiendas espirituales vendían el mismo mojo a sus clientes. En el hoodoo tradicional, se usaban ciertas canciones, oraciones, símbolos e ingredientes para conjurar o manifestar resultados. Después de que el hoodoo fue apropiado, el mismo mojo se vendía a los consumidores. «Para los practicantes de hoodoo que buscan vender sus productos, por lo tanto, ha sido más rentable confiar en estereotipos de hoodoo para atraer a su clientela principalmente blanca, que promover la venta de objetos rituales históricamente precisos que atraigan a los practicantes afroestadounidenses modernos de hoodoo. Además, los propietarios de tiendas blancas parecen dominar el mercado principal de hoodoo, socavando la capacidad de las personas afroestadounidenses para depender de sus creencias religiosas para asegurar su empoderamiento económico».
Los practicantes afroestadounidenses de las generaciones milénica y Gen Z están incorporando nuevas técnicas, como el uso de diversos cristales en la creación de bolsas mojo y el uso de cartas de tarot para la adivinación para consultar con espíritus. La creación de bolsas mojo es una práctica individualizada basada en ingredientes regionales e ingredientes comprados en tiendas y en línea.

## Mantenimiento

### Fijar y alimentar una mano mojo
Hay un proceso para fijar un mojo adecuado. Se debe establecer un ritual para preparar con éxito un mojo llenándolo y despertándolo a la vida. Esto se puede hacer fumando incienso y velas o respirando sobre él sobre él para darle vida. También hay quien reza oraciones o usan otros métodos para lograr este paso esencial. Una vez preparado, el mojo se «viste» o se «alimenta» con un líquido como alcohol (whisky, ron), perfume, agua o fluidos corporales. La razón por la que se dice que hay que alimentar el mojo para mantenerlo funcionando es que está vivo con espíritu. Una historia del trabajo titulado From My People describe a un esclavo que salió y buscó a un conjurador de mojo que le dio un mojo para escapar de casa. La historia describe el mojo del esclavo transformándolo en muchas formas, y finalmente muere porque abusa de su poder. Si él mismo hubiera fijado y creído en el mojo específico, podría haber escapado de la plantación con vida.

### Ocultar el mojo
Los mojos se hacen tradicionalmente para un individuo y, por lo tanto, deben ocultarse en la persona en todo momento. Los hombres suelen guardar los amuletos escondidos en el bolsillo del pantalón, mientras que las mujeres son más propensas a sujetarlo al corpiño. También se suelen fijar a la ropa debajo de la cintura. Dependiendo del tipo de mojo, el lugar donde se oculte será crucial para su éxito, ya que quienes hacen bolsas de conjuro para llevar hechizos de amor a veces especifican que el mojo debe llevarse junto a la piel. Una historia del libro From My People describió la historia de Moisés y la tarea que emprendió para liberar a su pueblo de la esclavitud. Describió cómo «hoodoo perdió su mano», ya que el mojo de Moisés estaba oculto a través de su bastón. Cuando lo convirtió en una serpiente, el faraón hizo que sus adivinos y magos crearan el mismo efecto. Como resultado, la serpiente del faraón fue matada por la serpiente de Moisés, y así es como hoodoo perdió su mano.

## Bolsas mojo en la música blues
Blues es un género musical creado en los Estados Unidos por afroestadounidenses a mediados del siglo XIX que incorpora espirituales, canciones de trabajo afroestadounidenses, canciones de grito de esclavos, canto de campo y llamada y respuesta. Varios cantantes de blues crearon canciones sobre bolsas mojo. Por ejemplo, la canción escrita por Preston "Red" Foster Got My Mojo Working, grabada por Ann Cole en 1956 y por Muddy Waters el año siguiente, hablaba del poder espiritual de la bolsa mojo. Junior Wells lanzó un álbum en 1965 llamado hoodoo Man Blues, en la canción principal, Wells explicó que viajó a Luisiana y vio a un practicante de hoodoo para hacerle una bolsa mojo para recuperar a su novia que lo había dejado por otro hombre.

## Zora Neale Hurston

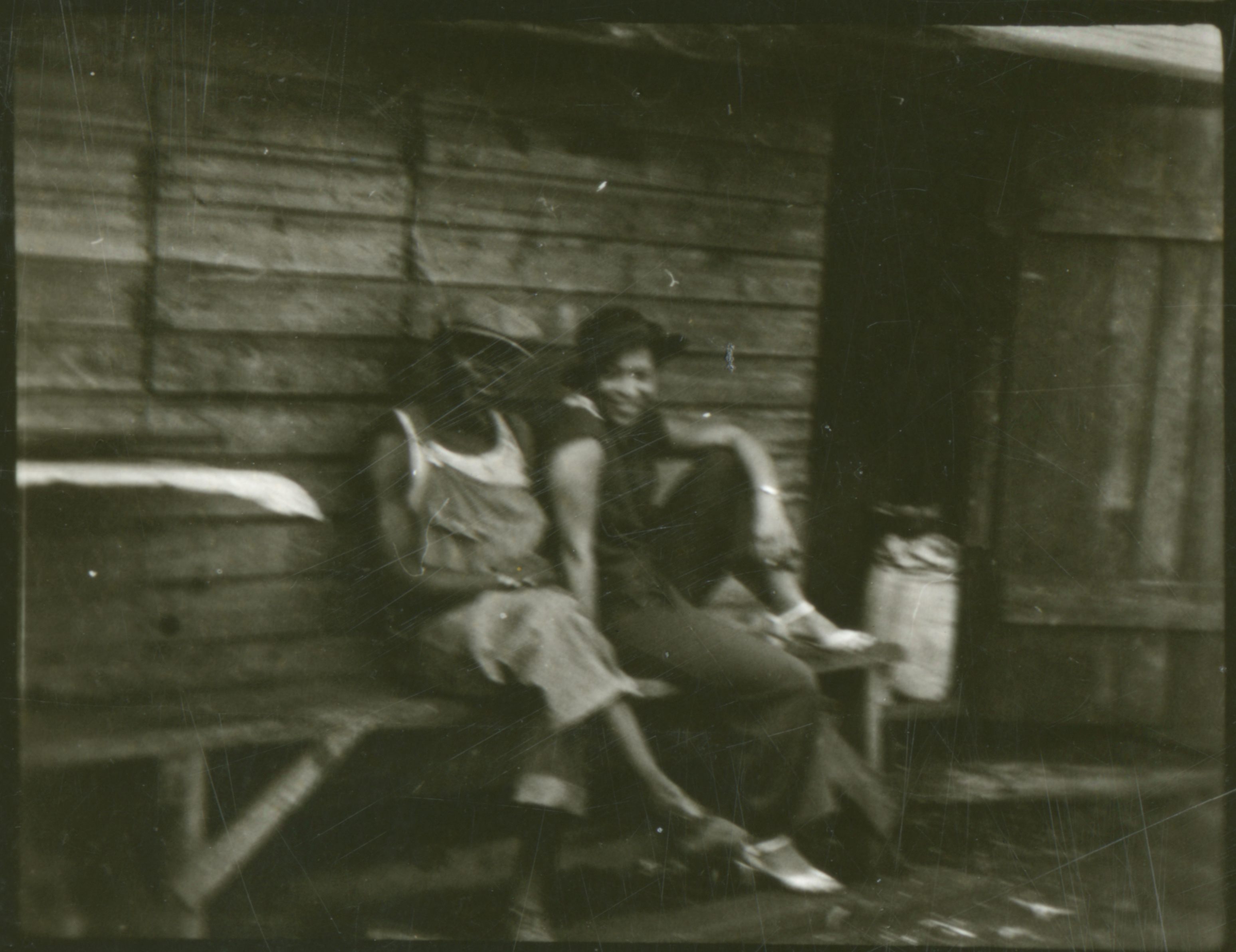
Zora Neale Hurston documentó la cultura mojo en comunidades afroestadounidenses en Florida y Luisiana.

En la década de 1930, Zora Neale Hurston documentó a afroestadounidenses en el sur creando bolsas mojo usando raíces, hierbas y partes de animales en la tradición del hoodoo. En 1935, Hurston publicó lo que aprendió sobre la cultura mojo en su libro titulado, Mules and Men.

## Narrativas de esclavos
En la década de 1930, el Federal Writers' Project parte de Works Progress Administration durante la Gran Depresión, proporcionó trabajos para escritores desempleados para escribir y recopilar las experiencias de antiguos esclavos. Escritores, blancos y negros, documentaron las experiencias de la última generación de afroestadounidenses nacidos en esclavitud. Los antiguos esclavos afroestadounidenses contaron a los escritores sobre sus experiencias durante la esclavitud, lo que permitió a los lectores hacerse una idea de cómo era la vida de las personas esclavizadas. Las narrativas de los esclavos revelaron la cultura de los afroestadounidenses durante la esclavitud. Hablaron sobre conjuro, trabajo de raíces y hoodoo. Estas narrativas revelaron cómo los afroestadounidenses esclavizados creaban bolsas mojo para protegerse de sus esclavizadores mediante conjuros. Otras narrativas de esclavos explicaron cómo los afroestadounidenses en esclavitud y libertad hacían amuletos mojo para detener hemorragias nasales y revertir y prevenir enfermedades. La Biblioteca del Congreso tiene 2,300 relatos en primera persona de antiguos esclavos en su archivo digital.